# Luvale (peuple)
Pour les articles homonymes, voir Luvale.
Les Luvale sont une population bantoue d'Afrique australe, vivant principalement à l'est de l'Angola et à l'ouest de la Zambie, également en République démocratique du Congo.

## Ethnonymie
Selon les sources et le contexte, on rencontre différentes formes : Balovale, Baluvale, Chiluvale, Louvale, Lovale, Lovalle, Lubale, Luena, Luvales, Luwale, Lwena, Valuvale.

## Population
Leur nombre est estimé à 20 000 selon l'université de l'Iowa. Une autre source crédite la population luvale de 300 000 personnes.

## Langue
Ils parlent une langue bantoue, le luvale, largement diffusée dans la région et dont le nombre de locuteurs est estimé à 632 000, répartis principalement entre l'Angola (464 000 en 2001) et la Zambie (168 000 en 2006).

## Culture

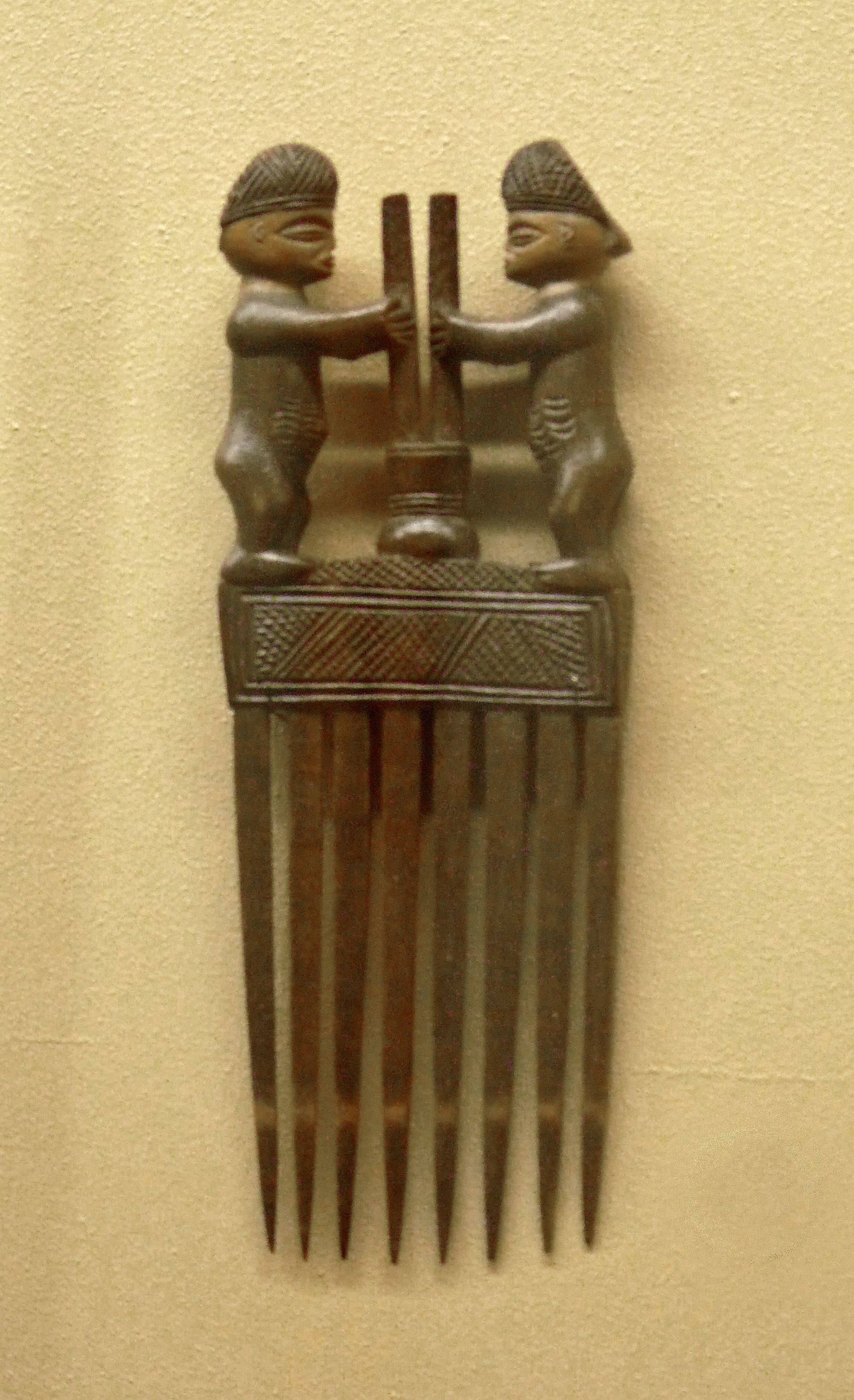
Peigne en bois finement décoré
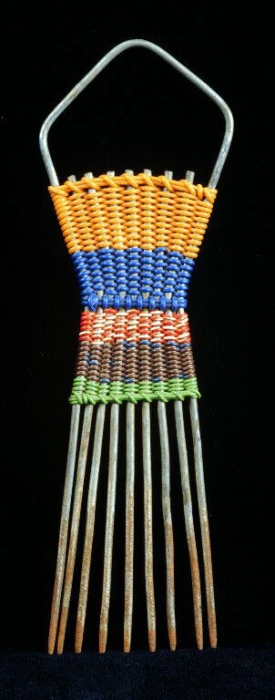
Peigne d'enfant en plastique
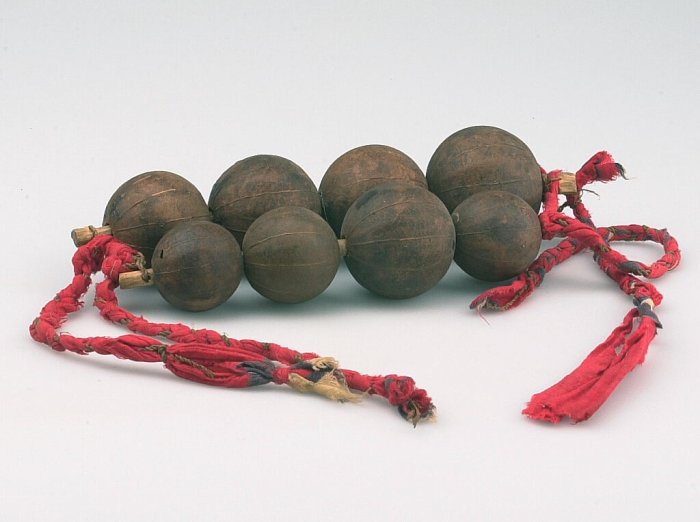
Idiophone en écorce de fruit
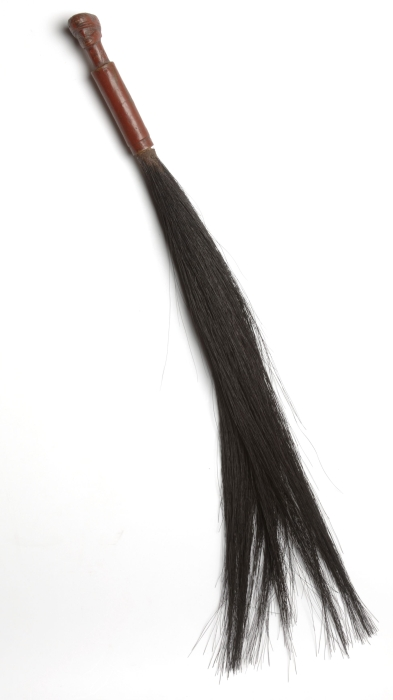
Chasse-mouches

### Discographie
- (en) Zambia : The Songs of Mukanda, Multicultural Media, 1997
- Voix des masques de Zambie : rites d'initiation Makishi et Niau, Arion, 1997 (enregistrement 1980)